# Osvaldo Bagnoli
Osvaldo Bagnoli (Milano, 3 luglio 1935) è un ex calciatore e allenatore di calcio italiano, di ruolo centrocampista.
È ricordato principalmente per essere stato il tecnico dell'Hellas Verona che conquistò lo storico scudetto nella stagione 1984-1985.
Nel 2017 è inserito nella Hall of Fame del calcio italiano nella categoria allenatore italiano, mentre il 20 gennaio 2018 viene nominato presidente onorario dell'Hellas Verona dall'allora patron Maurizio Setti.

## Caratteristiche tecniche

### Giocatore
Schierato inizialmente come ala destra, ha giocato per la maggior parte della carriera come mezzala o mediano; nelle ultime stagioni al Verbania è stato utilizzato come libero. Era dotato di un potente tiro dalla distanza.

### Allenatore
Bagnoli ha fatto applicare alle sue squadre, in particolare al Verona, il cosiddetto catenaccio, pur applicando una marcatura a zona mista in fase difensiva, nella quale il centrocampo era chiamato a un lavoro di pressing aggressivo. In fase di possesso palla chiedeva ai suoi giocatori di rallentare il gioco e far girare il pallone, oppure colpire velocemente in contropiede sfruttando al massimo il gioco sulle fasce e le verticalizzazioni. Impiegava un giocatore con compiti di regista arretrato (spesso il libero) e uno come regista avanzato, e schierava i suoi uomini cercando di rispettarne le caratteristiche tecniche e tattiche. Prediligeva lavorare su un gruppo ristretto, evitando il più possibile il turnover, ed era un abile motivatore e comunicatore con i propri giocatori, di cui cercava la collaborazione.

## Carriera

### Giocatore

La rosa della SPAL nella stagione 1965-1966, l'anno del ritorno in Serie A; Bagnoli è il primo accosciato da destra.

Nato nel 1935 alla Bovisa, quartiere della periferia settentrionale di Milano, da padre cremonese, Aristide Bagnoli, e madre romana, Vittoria Sperduti, cresce come centrocampista nell'Ausonia 1931, formazione dilettantistica con cui si aggiudica il titolo di campione lombardo Allievi. Nel 1955 passa al Milan, segnalato dall'osservatore Malatesta, per 75.000 lire; con i rossoneri esordisce in Serie A disputando le ultime 8 partite del campionato 1955-1956. L'anno successivo è inizialmente titolare nel ruolo di ala destra, disputando le prime 5 partite di campionato prima di lasciare il posto a Tito Cucchiaroni; nelle due annate trascorse con il Milan vince uno scudetto e una Coppa Latina, competizione quest'ultima in cui si rivela decisivo segnando una rete a testa rispettivamente al Benfica nelle semifinali (4-2) e ai campioni di Spagna dell'Athletic Bilbao nella vittoriosa finale (3-1) che consegna al club meneghino il secondo trofeo europeo della sua storia.
A fine stagione viene ceduto al neopromosso Verona, con cui disputa la sua prima stagione da titolare nella massima serie senza poter evitare la retrocessione degli scaligeri dopo lo spareggio con il Bari, anche a causa di una pleurite che lo tiene fuori squadra per diverso tempo. Rimane al Verona per i successivi due campionati cadetti, nei quali realizza complessivamente 24 reti, e nel 1960 torna per un'annata in Serie A, ingaggiato dall'Udinese.

Bagnoli, accosciato e primo da sinistra, nel Verbania della stagione 1971-1972, in Serie C.

Prosegue la carriera di nuovo in Serie B con tre annate al Catanzaro, da cui lo preleva la SPAL, su proposta di Sergio Cervato. Con gli estensi ottiene la promozione in Serie A e disputa le sue due ultime stagioni nella massima serie, realizzando la rete decisiva per la salvezza sul campo del Brescia, il 22 maggio 1966. Nel 1967, a 32 anni, torna per una stagione all'Udinese, nel frattempo retrocessa in Serie C; al termine del campionato subisce un incidente stradale, a causa del quale medita il ritiro per impiegarsi alla Mondadori. Chiamato da Enrico Muzzio, accetta poi la proposta del Verbania, neopromosso in Serie C: qui subisce un grave infortunio, e nella stagione successiva ricopre il doppio ruolo di allenatore e giocatore, affiancato da Franco Pedroni. Chiude la carriera con i piemontesi nel 1973, all'età di 38 anni, dopo aver totalizzato 110 partite in Serie A e 209 in Serie B.

### Allenatore

#### Gli esordi

Bagnoli (primo da sinistra) sulla panchina del Rimini nella stagione 1977-1978, in Serie B.

Inizia la carriera di allenatore sulla panchina della Solbiatese, in Serie C, su indicazione del direttore sportivo del Verbania; viene esonerato all'inizio del girone di ritorno, a causa di contrasti con il presidente. In seguito Giuseppe Marchioro lo chiama come allenatore in seconda (e responsabile delle giovanili) del Como; rimane sul Lario anche dopo la partenza di Marchioro e nel campionato 1975-1976 viene promosso sulla panchina della prima squadra, subentrando a Beniamino Cancian dopo 12 giornate, senza evitare la retrocessione.
Viene riconfermato anche per il successivo campionato cadetto, concluso al sesto posto; diventa poi allenatore del Rimini, con cui ottiene la salvezza nel campionato di Serie B 1977-1978, risultato da lui stesso considerato un capolavoro. Nel 1978 accetta di scendere in Serie C2 alla guida del Fano, con cui ottiene la promozione, poi torna tra i cadetti con il Cesena, col quale nel giro di due anni sfiora la promozione in Serie A nel 1980 e la raggiunge al termine del campionato 1980-1981.

#### Verona e lo scudetto
Nel 1981 lascia la panchina cesenate per tornare al Verona, dove il presidente Celestino Guidotti aveva garantito un serio piano di rafforzamento della squadra, che l'anno precedente si era salvata all'ultima giornata. Con gli scaligeri ottiene la promozione in Serie A nel campionato 1981-1982; nella stagione successiva raggiunge il quarto posto in campionato e arriva alla finale di Coppa Italia, con una formazione composta da giocatori scartati da altre squadre (Garella, Marangon, Volpati, Tricella, Fanna, Di Gennaro) a cui viene aggiunto il nazionale brasiliano Dirceu, per il quale modifica l'assetto tattico passando ad un'unica punta.

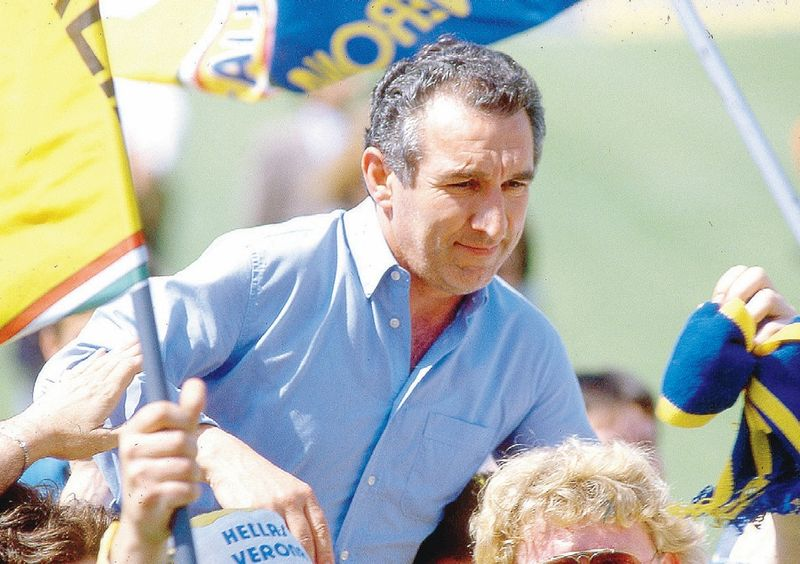
Bagnoli portato in trionfo dai tifosi del Verona dopo aver conquistato lo scudetto del 1985

Nel 1983-1984 il Verona, costruito con la stessa filosofia, raggiunge il sesto posto in campionato e nuovamente la finale di Coppa Italia, partecipando anche alla Coppa UEFA. Nel campionato Serie A 1984-1985 la squadra, con gli innesti di Hans-Peter Briegel e dell'attaccante danese Preben Elkjær Larsen, va in testa alla classifica già nelle prime giornate e conquista il primo ed unico scudetto della sua storia; Bagnoli, considerato uno dei principali artefici del risultato, viene soprannominato mago della Bovisa e viene premiato con il Seminatore d'oro.
L'anno seguente, alla guida di una formazione modificata negli uomini e negli equilibri tattici dalla campagna acquisti-cessioni, non va oltre il decimo posto in campionato e l'eliminazione in Coppa dei Campioni dopo il doppio confronto con la Juventus. Bagnoli rimane al Verona fino alla stagione 1989-1990, conclusa con la retrocessione in Serie B causata anche dal dissesto economico della società; il suo ciclo sulla panchina gialloblù comprende uno scudetto, due finali di Coppa Italia e due quarti posti, oltre a tre partecipazioni alle coppe europee, nelle quali il miglior risultato è costituito dai quarti di finale della Coppa UEFA 1987-1988. Nei nove anni di permanenza a Verona stabilisce anche il record di presenze di un allenatore sulla panchina gialloblù.

#### Genoa e Inter

Bagnoli all'Inter nel 1993

Nel 1990 lascia Verona, in contrasto con la nuova dirigenza del club scaligero, e si trasferisce sulla panchina del Genoa, con il quale ottiene il quarto posto nella stagione 1990-1991, miglior risultato della squadra nel dopoguerra, e la qualificazione alla successiva Coppa UEFA. Nella competizione europea i Grifoni approdano alla semifinale persa contro l'Ajax, dopo aver eliminato tra gli altri il Liverpool vincendo sul campo di Anfield Road; in campionato, invece, la formazione di Bagnoli accusa maggiori difficoltà, anche a causa delle voci di mercato che accostano il tecnico milanese ad altre squadre. Nel corso di un'intervista concessa al Corriere della Sera, ha affermato che in questo periodo Berlusconi non lo volle al Milan perché era "di sinistra". A fine stagione, dopo l'eliminazione in Coppa UEFA e il quattordicesimo posto in campionato, lascia la squadra per trasferirsi all'Inter.
Nella stagione di esordio di Bagnoli i nerazzurri ottengono il secondo posto alle spalle del Milan, grazie a una rimonta in classifica nelle ultime giornate; la squadra viene impostata per giocare in contropiede, sfruttando le caratteristiche di Ruben Sosa e Salvatore Schillaci. Nel campionato 1993-1994 la squadra viene rinforzata dagli acquisti degli olandesi Wim Jonk e Dennis Bergkamp, che nei mesi successivi entrano in contrasto con l'allenatore. La squadra non ottiene i risultati previsti, a causa di problemi tattici ed errori di mercato, e Bagnoli viene esonerato a febbraio, dopo la sconfitta interna contro la Lazio. Si tratta del secondo esonero, dopo quello nella stagione di esordio nella Solbiatese; Bagnoli, che intendeva comunque lasciare la panchina interista a fine stagione, decide di concludere la carriera di allenatore, all'età di 59 anni, rifiutando diverse offerte negli anni successivi.

## Statistiche

### Statistiche da allenatore
In grassetto le competizioni vinte.
| Stagione        | Squadra         | Campionato      | Campionato | Campionato | Campionato | Campionato | Coppe nazionali | Coppe nazionali | Coppe nazionali | Coppe nazionali | Coppe nazionali | Coppe continentali | Coppe continentali | Coppe continentali | Coppe continentali | Coppe continentali | Altre coppe | Altre coppe | Altre coppe | Altre coppe | Altre coppe | Totale | Totale | Totale | Totale | % Vittorie | Piazzamento |
| Stagione        | Squadra         | Comp            | G          | V          | N          | P          | Comp            | G               | V               | N               | P               | Comp               | G                  | V                  | N                  | P                  | Comp        | G           | V           | N           | P           | G      | V      | N      | P      | %          | Piazzamento |
| --------------- | --------------- | --------------- | ---------- | ---------- | ---------- | ---------- | --------------- | --------------- | --------------- | --------------- | --------------- | ------------------ | ------------------ | ------------------ | ------------------ | ------------------ | ----------- | ----------- | ----------- | ----------- | ----------- | ------ | ------ | ------ | ------ | ---------- | ----------- |
| 1973-mar. 1974  | Solbiatese      | C               | 27         | 7          | 12         | 8          | CI-C            | 8               | 3               | 4               | 1               | -                  | -                  | -                  | -                  | -                  | -           | -           | -           | -           | -           | 35     | 10     | 16     | 9      | 28,57      | Eson.       |
| gen-giu. 1976   | Como            | A               | 18         | 4          | 7          | 7          | CI              | 4               | 1               | 2               | 1               | -                  | -                  | -                  | -                  | -                  | -           | -           | -           | -           | -           | 22     | 5      | 9      | 8      | 22,73      | 15º (retr.) |
| 1976-1977       | Como            | B               | 38         | 12         | 17         | 9          | CI              | 4               | 1               | 2               | 1               | -                  | -                  | -                  | -                  | -                  | -           | -           | -           | -           | -           | 42     | 13     | 19     | 10     | 30,95      | 6º          |
| Totale Como     | Totale Como     | Totale Como     | 56         | 16         | 24         | 16         |                 | 8               | 2               | 4               | 2               |                    | -                  | -                  | -                  | -                  |             | -           | -           | -           | -           | 64     | 18     | 28     | 18     | 28,13      |             |
| 1977-1978       | Rimini          | B               | 38         | 9          | 16         | 13         | CI              | 4               | 0               | 1               | 3               | -                  | -                  | -                  | -                  | -                  | -           | -           | -           | -           | -           | 42     | 9      | 17     | 16     | 21,43      | 16º         |
| 1978-1979       | Fano            | C2              | 34         | 19         | 11         | 4          | CI-C            | 4               | 0               | 2               | 2               | -                  | -                  | -                  | -                  | -                  | -           | -           | -           | -           | -           | 38     | 19     | 13     | 6      | 50,00      | 1º (prom.)  |
| 1979-1980       | Cesena          | B               | 38         | 12         | 19         | 7          | CI              | 4               | 2               | 0               | 2               | -                  | -                  | -                  | -                  | -                  | -           | -           | -           | -           | -           | 42     | 14     | 19     | 9      | 33,33      | 4º          |
| 1980-1981       | Cesena          | B               | 38         | 16         | 16         | 6          | CI              | 4               | 1               | 1               | 2               | -                  | -                  | -                  | -                  | -                  | -           | -           | -           | -           | -           | 42     | 17     | 17     | 8      | 40,48      | 3º (prom.)  |
| Totale Cesena   | Totale Cesena   | Totale Cesena   | 76         | 28         | 35         | 13         |                 | 8               | 3               | 1               | 4               |                    | -                  | -                  | -                  | -                  |             | -           | -           | -           | -           | 84     | 31     | 36     | 17     | 36,90      |             |
| 1981-1982       | Verona          | B               | 38         | 17         | 14         | 7          | CI              | 4               | 3               | 0               | 1               | -                  | -                  | -                  | -                  | -                  | -           | -           | -           | -           | -           | 42     | 20     | 14     | 8      | 47,62      | 1º (prom.)  |
| 1982-1983       | Verona          | A               | 30         | 11         | 13         | 6          | CI              | 13              | 6               | 4               | 3               | CM                 | 6                  | 0                  | 2                  | 4                  | -           | -           | -           | -           | -           | 49     | 17     | 19     | 13     | 34,69      | 4º          |
| 1983-1984       | Verona          | A               | 30         | 12         | 8          | 10         | CI              | 13              | 7               | 3               | 3               | CU                 | 4                  | 2                  | 2                  | 0                  | -           | -           | -           | -           | -           | 47     | 21     | 13     | 13     | 44,68      | 8º          |
| 1984-1985       | Verona          | A               | 30         | 15         | 13         | 2          | CI              | 9               | 7               | 1               | 1               | -                  | -                  | -                  | -                  | -                  | -           | -           | -           | -           | -           | 39     | 22     | 14     | 3      | 56,41      | 1º          |
| 1985-1986       | Verona          | A               | 30         | 9          | 10         | 11         | CI              | 9               | 4               | 2               | 3               | CC                 | 4                  | 2                  | 1                  | 1                  | TE          | 3           | 1           | 1           | 1           | 46     | 16     | 14     | 16     | 34,78      | 10º         |
| 1986-1987       | Verona          | A               | 30         | 12         | 12         | 6          | CI              | 7               | 4               | 3               | 0               | -                  | -                  | -                  | -                  | -                  | -           | -           | -           | -           | -           | 37     | 16     | 15     | 6      | 43,24      | 4º          |
| 1987-1988       | Verona          | A               | 30         | 7          | 11         | 12         | CI              | 7               | 4               | 1               | 2               | CU                 | 8                  | 4                  | 3                  | 1                  | -           | -           | -           | -           | -           | 45     | 15     | 15     | 15     | 33,33      | 10º         |
| 1988-1989       | Verona          | A               | 34         | 5          | 19         | 10         | CI              | 10              | 6               | 2               | 2               | -                  | -                  | -                  | -                  | -                  | -           | -           | -           | -           | -           | 44     | 11     | 21     | 12     | 25,00      | 14º         |
| 1989-1990       | Verona          | A               | 34         | 6          | 13         | 15         | CI              | 1               | 0               | 0               | 1               | -                  | -                  | -                  | -                  | -                  | -           | -           | -           | -           | -           | 35     | 6      | 13     | 16     | 17,14      | 16º (retr.) |
| Totale Verona   | Totale Verona   | Totale Verona   | 286        | 94         | 113        | 79         |                 | 73              | 41              | 16              | 16              |                    | 22                 | 8                  | 8                  | 6                  |             | 3           | 1           | 1           | 1           | 384    | 144    | 138    | 102    | 37,50      |             |
| 1990-1991       | Genoa           | A               | 34         | 14         | 12         | 8          | CI              | 4               | 1               | 2               | 1               | -                  | -                  | -                  | -                  | -                  | -           | -           | -           | -           | -           | 38     | 15     | 14     | 9      | 39,47      | 4º          |
| 1991-1992       | Genoa           | A               | 34         | 9          | 11         | 14         | CI              | 6               | 3               | 0               | 3               | CU                 | 10                 | 6                  | 2                  | 2                  | -           | -           | -           | -           | -           | 50     | 18     | 13     | 19     | 36,00      | 14º         |
| Totale Genoa    | Totale Genoa    | Totale Genoa    | 68         | 23         | 23         | 22         |                 | 10              | 4               | 2               | 4               |                    | 10                 | 6                  | 2                  | 2                  |             | -           | -           | -           | -           | 88     | 33     | 27     | 28     | 37,50      |             |
| 1992-1993       | Inter           | A               | 34         | 17         | 12         | 5          | CI              | 6               | 3               | 2               | 1               | -                  | -                  | -                  | -                  | -                  | -           | -           | -           | -           | -           | 40     | 20     | 14     | 6      | 50,00      | 2º          |
| 1993-feb. 1994  | Inter           | A               | 22         | 9          | 7          | 6          | CI              | 6               | 2               | 2               | 2               | CU                 | 6                  | 5                  | 1                  | 0                  | -           | -           | -           | -           | -           | 34     | 16     | 10     | 8      | 47,06      | Eson.       |
| Totale Inter    | Totale Inter    | Totale Inter    | 56         | 26         | 19         | 11         |                 | 12              | 5               | 4               | 3               |                    | 6                  | 5                  | 1                  | 0                  |             | -           | -           | -           | -           | 74     | 36     | 24     | 14     | 48,65      |             |
| Totale carriera | Totale carriera | Totale carriera | 641        | 222        | 253        | 166        |                 | 127             | 58              | 34              | 35              |                    | 38                 | 19                 | 11                 | 8                  |             | 3           | 1           | 1           | 1           | 809    | 300    | 299    | 210    | 37,08      |             |

## Palmarès

### Giocatore

#### Club

##### Competizioni nazionali
- Campionato italiano: 1

Milan: 1956-1957

##### Competizioni internazionali
- Coppa Latina: 1

Milan: 1956

### Allenatore

#### Club

##### Competizioni nazionali
- Campionato italiano Serie C2: 1

Fano: 1978-1979
- Campionato italiano di Serie B: 1

Verona: 1981-1982
- Campionato italiano: 1

Verona: 1984-1985

#### Individuale
- Seminatore d'oro: 1

1984
- Inserito nella Hall of fame del calcio italiano nella categoria Allenatore italiano (2017)